# Gnome regardant le train
Gnome regardant le train est une peinture de Carl Spitzweg réalisée vers 1848.

## Description
À l'ombre de l'entrée d'une grotte dans la roche brune d'une colline escarpée se tient un gnome barbu vêtu d'un manteau à capuchon brun rougeâtre. L'entrée de la grotte est bordée de racines et de branches feuillues.
Le gnome se différencie nettement de l'arrière-plan baigné par la lumière du soleil. Les mains croisées dans le dos, il regarde vers le bas dans la vallée, où, sur la gauche, on aperçoit une locomotive à vapeur avec plusieurs wagons.  Dans le fond, brillent l'église et d'autres bâtiments d'un village ensoleillé ; des nuages blancs ponctuent le ciel bleu. Dans le coin inférieur droit, figure le monogramme de Spitzweg. Le S est stylisé en forme de petit pain.

## Interprétation
Pour Klaus Dietz, expert judiciaire à la maison d'enchères Ketterer Kunst, le tableau est « un exemple  parfait de la maitrise de Spitzweg pour la composition. » Le vieux monde des contes et des légendes est ici confronté au monde moderne marqué par le changement et le progrès. Incarnation d'une nature vierge, le gnome sera supplanté tôt ou tard par le développement.

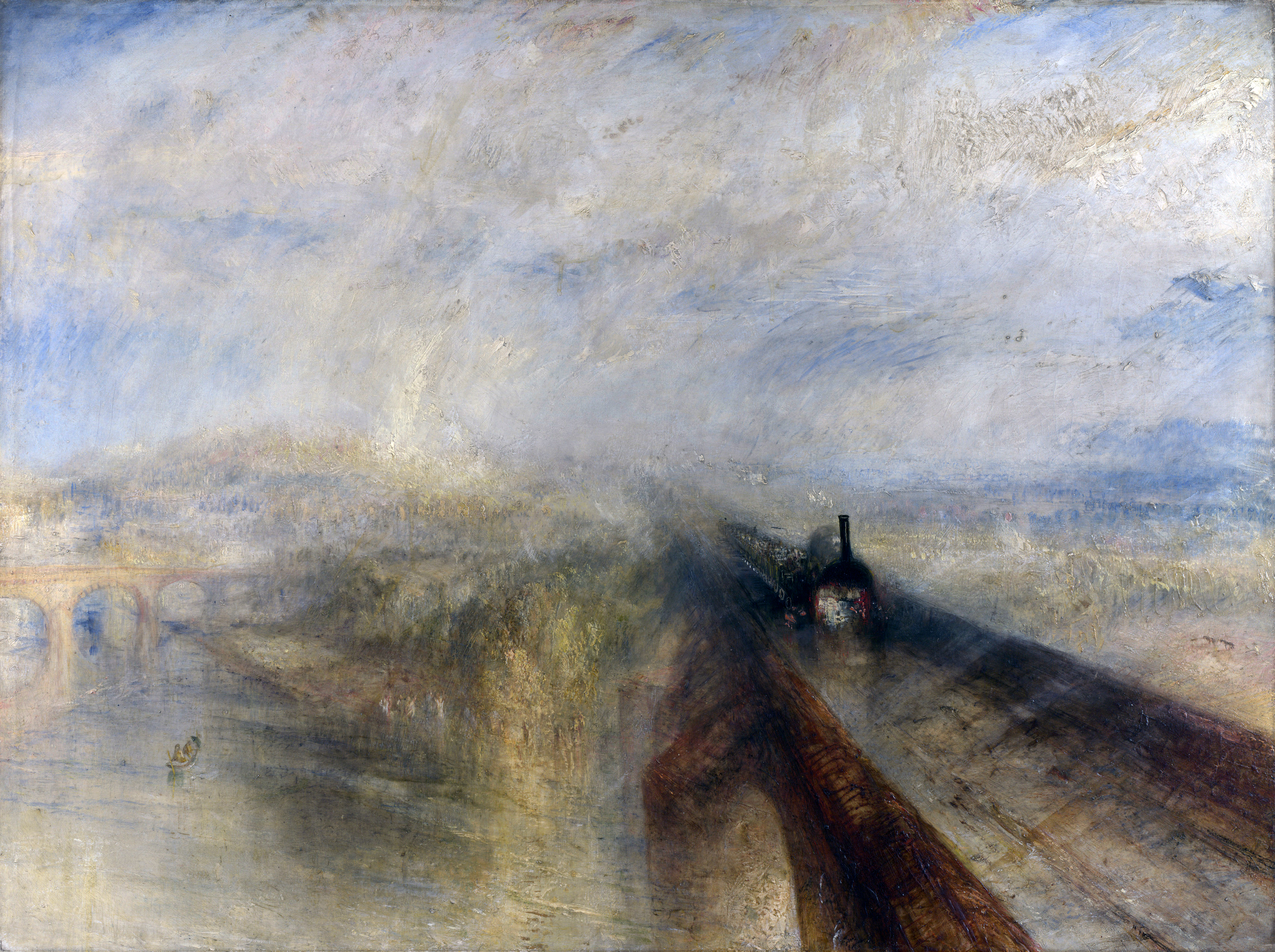
Pluie, Vapeur et Vitesse, le grand chemin de fer de l'ouest de William Turner, 1844.

Florian Illies décrit le tableau dans le journal Die Zeit-Magazin comme « peut-être le tableau le plus fou de Spitzweg » et voit dans la mise aux enchères du 5 avril 2008 un clin d' œil moqueur au Transrapid de Munich, un projet de train à sustentation magnétique, dont l'abandon a été annoncé le même jour, ainsi qu'au défenseur du projet Edmund Stoiber. Illies pose la question de savoir si Gnome regardant le train est un pas en arrière par rapport au tableau Pluie, Vapeur et Vitesse - Le Grand Chemin de Fer de l’Ouest de William Turner. Il répond qu'en effet le style petit bourgeois de Spitzweg est évident. Mais pour d'autres, Spitzweg caricature au contraire de façon magistrale « le monde fantastique des nains […] qui croient pouvoir observer en sécurité dans leur grotte les allées et venues de la modernité ». Spitzweg ne ménage pas la critique envers lui-même : l'angle de vue choisi par le peintre montre que sa position est encore plus au fond de la grotte que celle du gnome. Spitzweg commente avec autodérision « sa prétention de peintre du dimanche de la période Biedermeier qui veut arrêter le temps ». Illies salue tout de même Spitzweg comme « avant tout un des meilleurs peintres du XIXe siècle en ce qui concerne la composition picturale. »

## Origine
Gnome regardant le train a d'abord appartenu au Major Karl Loreck, un neveu par alliance de Spitzweg, puis au critique d'art Hugo Helbing à Munich. Par la suite il a fait partie de la collection E. Ullmann à Vienne, celle de H. Meyer à Munich et, en 1951, celle de H. E. Martini à Augsbourg. Le titre Gnomes avait été à cette époque choisi car Günther Rönnefahrt ne disposait pour établir le catalogue des œuvres que d'une photographie en noir et blanc et il croyait voir un autre gnome au fond de la grotte. Le 5 avril 2008 le tableau, estimé à 30 000 euros, a été adjugé pour 69 600 euros à un collectionneur de Franconie.

### Source de la traduction
- (de) Cet article est partiellement ou en totalité issu de l’article de Wikipédia en allemand intitulé « Gnom, Eisenbahn betrachtend » (voir la liste des auteurs).